# Liste des sites Ramsar au Gabon
Cet article recense les zones humides du Gabon concernées par la convention de Ramsar.

## Statistiques
La convention de Ramsar est entrée en vigueur au Gabon le 30 avril 1987.
En janvier 2020, le pays compte 9 sites Ramsar, couvrant une superficie de 30 017,69 km2.

## Liste
| Site                                    | Province                                | Notes | Date             | Superficie (km²) | Altitude (m) | Identifiant Ramsar | Identifiant WDPA | Coordonnées                      | Photo |
| --------------------------------------- | --------------------------------------- | ----- | ---------------- | ---------------- | ------------ | ------------------ | ---------------- | -------------------------------- | ----- |
| Wonga Wongué                            | Estuaire, Moyen-Ogooué, Ogooué-Maritime |       | 30 décembre 1986 | 3 965,8155       | 150 - 200    | 351                | 67931            | 0° 32′ 10″ sud, 9° 30′ 54″ est   |       |
| Petit Loango                            | Ogooué-Maritime                         |       | 30 décembre 1986 | 1 508,6856       | 27 - 30      | 352                | 67932            | 2° 07′ 05″ sud, 9° 35′ 42″ est   |       |
| Setté Cama                              | Ogooué-Maritime                         |       | 30 décembre 1986 | 2 400,00         | 20           | 353                | 67933            | 2° 44′ 10″ sud, 10° 11′ 17″ est  |       |
| Parc national d'Akanda                  | Estuaire                                |       | 2 février 2007   | 540,00           | 0 - 60       | 1652               | 903025           | 0° 35′ 17″ nord, 9° 33′ 14″ est  |       |
| Parc national de Pongara                | Estuaire                                |       | 2 février 2007   | 963,02           | 3 - 45       | 1653               | 903026           | 0° 07′ 19″ nord, 9° 37′ 52″ est  |       |
| Site Ramsar des monts Birougou          | Ngounié, Ogooué-Lolo                    |       | 2 février 2007   | 5 368,00         | 800 - 900    | 1654               | 903027           | 1° 58′ 01″ sud, 12° 16′ 59″ est  |       |
| Bas Ogooué                              | Ogooué-Maritime                         |       | 2 février 2009   | 13 700,00        | 158 - 993    | 1851               | 109034           | 0° 41′ 49″ sud, 10° 09′ 43″ est  |       |
| Chutes et rapides sur Ivindo            | Ogooué-Ivindo                           |       | 2 février 2009   | 1 033,3369       | 180 - 800    | 1852               | 109035           | 0° 05′ 06″ nord, 12° 22′ 08″ est |       |
| Rapides de Mboungou Badouma et de Doumé | Haut-Ogooué                             |       | 2 février 2009   | 538,83           | 239 - 710    | 1853               | 109036           | 1° 04′ 52″ sud, 13° 09′ 22″ est  |       |